# روجر وليامز (موسيقي)
روجر وليامز (بالإنجليزية: Roger Williams)‏ هو موسيقي وعازف بيانو أمريكي، ولد في 1 أكتوبر 1924 في أوماها في الولايات المتحدة، وتوفي في 8 أكتوبر 2011 في إنسينو ‏ في الولايات المتحدة بسبب سرطان البنكرياس.

## وصلات خارجية
- الموقع الرسمي
- روجر وليامز على موقع IMDb (الإنجليزية)
- روجر وليامز على موقع ميوزك برينز (الإنجليزية)
- روجر وليامز على موقع أول ميوزيك (الإنجليزية)
- روجر وليامز على موقع ديسكوغز (الإنجليزية)
- روجر وليامز على موقع قاعدة بيانات الفيلم (الإنجليزية)